# BE Junior Circuit 2020
Der BE Junior Circuit 2020 (Abkürzung für Badminton Europe Junior Circuit 2020) war die 20. Auflage des BE Junior Circuits im Badminton.

## Turniere
| Turnier            | Datum .                    |
| ------------------ | -------------------------- |
| Polish Juniors     | 16.–19. Januar 2020        |
| Swedish Juniors    | 24.–26. Januar 2020        |
| Hungarian Juniors  | 6.–9. Februar 2020         |
| Italian Juniors    | 21.–23. Februar 2020       |
| Dutch Juniors      | 26. Februar – 1. März 2020 |
| German Juniors     | 4.–8. März 2020            |
| Bulgarian Juniors  | 7.–9. August 2020          |
| Lithuanian Juniors | 4.–6. September 2020       |
| Slovenian Juniors  | 11.–13. September 2020     |
| Cyprus Juniors     | 2.–4. Oktober 2020         |
| Spanish Juniors    | 2.–4. Oktober 2020         |
| Portuguese Juniors | 27.–29. November 2020      |
| Danish Junior Cup  | 18.–20. Dezember 2020      |